# Carl Schenstrøm
Carl Georg Harald Schenstrøm (f. Karl 13. november 1881 i København, død 10. april 1942 smst) var en dansk skuespiller, som har medvirket i et væld af danske stumfilm, men er i dag er bedst kendt for sin rolle som Fyrtårnet i komikerduoen Fyrtårnet og Bivognen.
Han blev født i en gammel artistfamilie; bedstefaren havde haft et cirkustelt på Dyrehavsbakken, som han kaldte Schenstrøms Verdensteater og Cirkus. I 1889 flyttede Carl med sin familie til Chicago i USA, hvor han kom i skole. Uheldigvis havde familien ikke meget held i Amerika, og familien vendte tilbage til Danmark allerede i 1893, efter at faren var kommet ud for en ulykke. Tilbage i Danmark kom Carl i lære som bogbinder. Som bogbinder drog han nogle år på valsen. Her mødte han en vagabond med snusket hår, langt overskæg og melankolske øjne – mange år senere blev han inspiration for Fyrtårnet. Sideløbende med håndværksuddannelsen spillede han på forskellige amatørteatre, og i 1904 blev han elev på Nørrebros Teater. Senere blev han engageret til landsturneer af et lille københavnsk teater til ussel løn.
Han havde hørt fra sine kollegaer, at man kunne tjene lidt ekstra ved at tage små biroller i film, så i 1909 begyndte han med statist- eller biroller i filmbranchen. I 1913 fik han sin første egentlige  større filmrolle som førsteelsker i Kæmpedamens Bortførelse, da Lauritz Olsen var blevet syg. Men han fortsatte i et hav af mindre roller. I 1914 var Lau Lauritzen Sr. blevet ansat hos Nordisk Film Kompagni. Lau lavede hovedsageligt små komiske indspilninger og fik snart blik for, hvordan den høje og ranglede Carl kunne bruges i dem. Carl indgik hurtigt i Laus trup af faste komikere og medvirkede i 1914-1919 i mere end 70 film for Nordisk Film under Lau Lauritzen. Da Lau i 1919 skiftede fra Nordisk Film til svenskejede Palladium fulgte Carl med. Kort tid efter indspillede de filmen De keder sig paa Landet – hvor de fik ideen til vagabondparret, der skulle udvikle sig til Fyrtårnet & Bivognen. Carl spillede sammen med Aage Bendixen, senere blev Aage udskiftet med Harald Madsen som Bivognen. Fy og Bi – som de også kom til at hedde – blev en overvældende international succes og solgt til hele Europa, Mellemøsten, Amerika, Kina og Japan. Samarbejdet Fy & Bi / Carl & Harald varede fra 1921 til 1940. Hans sidste film var I de gode, gamle dage fra 1940.
Efter filmkarrieren optrådte Schenstrøm bl.a. i Cirkusrevyen på Dyrehavsbakken og turnerede i Sverige med Circus Scott.
Carl Schenstrøm var søn af blikkenslager Harald Schenstrøm. Den 29. oktober 1910 blev han gift på Frederiksberg med Ellen Marta Vilhelmine Butzkowsky (1884-1964). Carl Schenstrøm døde efter kort tids sygdom den 10. april 1942, 60 år gammel, og ligger begravet på Bispebjerg Kirkegård i København. Han havde skrevet selvbiografien Fyrtårnet fortæller som udkom i 1943.

## Filmografi
| - Barnet som Velgører (som værtshusgæst; instruktør Viggo Larsen, 1909) - Peder Tordenskjold (instruktør Ernst Munkeboe, 1910) - Samvittighedens Stemme (ubekendt instruktør, 1910) - Lattermaskinen (ubekendt instruktør, 1910) - Blind Alarm (ubekendt instruktør, 1910) - Dirkens Mester (som Dick Smith, opdager; ubekendt instruktør, 1910) - Revolveren (ubekendt instruktør, 1910) - I Karnevalstiden (instruktør Eduard Schnedler-Sørensen, 1911) - Zigeunersken (instruktør Einar Zangenberg, 1911) - Den Sorte Hætte (som politibetjent; instruktør William Augustinus, 1911) - Den hvide slavehandels sidste offer (som grev X; instruktør August Blom, 1911) - Mormonens Offer (som Larssons mormonven; instruktør August Blom, 1911) - Vampyrdanserinden (instruktør August Blom, 1912) - Historien om en Moder (instruktør August Blom, 1912) - Brilliantstjernen (instruktør August Blom, 1912) - En Hjemkomst (ubekendt instruktør, 1912) - Mellem Storbyens Artister (instruktør Eduard Schnedler-Sørensen, 1912) - Atlantis (instruktør August Blom, 1913) - Chatollets Hemmelighed (instruktør Hjalmar Davidsen, 1913) - Kæmpedamens Bortførelse (instruktør Sofus Wolder, 1913) - Bøffen og Bananen (ubekendt instruktør, 1913) - Strejken paa den gamle Fabrik (instruktør Robert Dinesen, 1913) - Døvstummelegatet (instruktør Robert Dinesen, 1913) - Prins for en Dag (instruktør Eduard Schnedler-Sørensen, 1913) - Frederik Buch som Soldat (instruktør Christian Schrøder, 1913) - Elskovsleg (som Døden; instruktør Holger-Madsen, instruktør August Blom, 1914) - Skyldig? - ikke skyldig? (instruktør Karl Ludwig Schröder, 1914) - Detektivens Barnepige (som Grev von Warden: instruktør Hjalmar Davidsen, 1914) - Min Ven Levy (instruktør Holger-Madsen, 1914) - I Kammerherrens Klæder (instruktør Sofus Wolder, 1914) - Uden Fædreland (instruktør Holger-Madsen, 1914) - Stop Tyven (instruktør Sofus Wolder, 1914) - Inderpigen (instruktør Robert Dinesen, 1914) - Jens Daglykke (instruktør Sofus Wolder, 1914) - Millionærdrengen (som Professor Sihm; instruktør Holger-Madsen, 1914) - Fangens Søn (instruktør Hjalmar Davidsen, 1914) - Skorstensfejeren kommer i Morgen (instruktør A.W. Sandberg, 1914) - Tugthusfange No. 97 (instruktør August Blom, 1914) - Endelig alene (instruktør Holger-Madsen, 1914) - Amors Krogveje (instruktør Robert Dinesen, 1914) - De besejrede Pebersvende (som Spill, pebersvend; instruktør Lau Lauritzen Sr., 1914) - Den kulørte Slavehandler (som Professor Haase; instruktør Lau Lauritzen Sr., 1914) - Herberg for Hjemløse (instruktør Lau Lauritzen Sr., 1914) - Helvedesmaskinen (instruktør Robert Dinesen, 1914) - Bytte Roller (instruktør August Blom, 1914) - Man skal ikke skue Hunden paa Haarene (instruktør Sofus Wolder, 1914) - Gissemands Kærlighedshistorie (som Naalemann; Alfred Cohn, 1915) - En slem Dreng (som læreren; instruktør Lau Lauritzen Sr., 1915) - Trold kan tæmmes (instruktør Holger-Madsen, 1915) - Guldkalven (instruktør Hjalmar Davidsen, 1915) - Hr. Petersens Debut (som Balle, skuespiller; Alfred Cohn, 1915) - En virkelig Helt (som Magister Bugge, Krabbes ungdomsven; instruktør Lau Lauritzen Sr., 1915) - En Kone søges (instruktør Lau Lauritzen Sr., 1915) - En Vandgang (som Løjtnant Piphans, Idas anden tilbeder; instruktør Lau Lauritzen Sr., 1915) - Den gale Digter (instruktør Lau Lauritzen Sr., 1915) - Susanne paa Eventyr (som kunstmaler Tønnes; instruktør Lau Lauritzen Sr., 1915) - Kampen om Barnet (som krogæst; instruktør Hjalmar Davidsen, 1915) - Kong Bukseløs (som Adam Brink, skuespiller; instruktør Lau Lauritzen Sr., 1915) - Familien Pille som Spejdere (som Gert Pille, apotekersøn; instruktør Lau Lauritzen Sr., 1915) - De Nygifte (instruktør Lau Lauritzen Sr., 1915) - Evangeliemandens Liv (instruktør Holger-Madsen, 1915) - Gammel Ost og Blomsterduft (som Jonathan, Davids værelseskammerat; instruktør Lau Lauritzen Sr., 1916) - Midnatssolen (som minearbejder; instruktør Robert Dinesen, 1916) - Don Juans Overmand (instruktør Lau Lauritzen Sr., 1916) - En dejlig Dag (instruktør Lau Lauritzen Sr., 1916) | - Det bertillonske System (instruktør Lau Lauritzen Sr., 1916) - Digteren og Basunblæseren (instruktør Lau Lauritzen Sr., 1916) - En munter Klinik (instruktør Lau Lauritzen Sr., 1916) - Den hvide Djævel (instruktør Holger-Madsen, 1916) - En landlig Uskyldighed (instruktør Lau Lauritzen Sr., 1916) - Den værdifulde Husassistent (instruktør Lau Lauritzen Sr., 1916) - Værelse Nr. 17 (instruktør Alexander Christian, 1916) - Gar el Hama IV (instruktør Robert Dinesen, 1916) - Paraplyen (som pastor Pipp; instruktør Lau Lauritzen Sr., 1916) - Filmens Datter (instruktør Hjalmar Davidsen, 1916) - Askepot (instruktør Lau Lauritzen Sr., 1917) - Et fremmeligt Barn (instruktør Lau Lauritzen Sr., 1917) - Diskenspringeren (som Langemand, galaterihandler; instruktør Lau Lauritzen Sr., 1917) - En tro og villig Pige (instruktør Oscar Stribolt, 1917) - Ung og forelsket (som grosserer Jacob; instruktør Lau Lauritzen Sr., 1917) - Ansigtet i Floden (instruktør Hjalmar Davidsen, 1918) - Hun skriver paa Maskine (som baron Rollmops; instruktør Lau Lauritzen Sr., 1918) - Damernes Ridder (som grosserer Fjong; instruktør Lau Lauritzen Sr., 1918) - Tøffelheltens Fødselsdag (instruktør Lau Lauritzen Sr., 1918) - Bunkebryllup (instruktør Lau Lauritzen Sr., 1918) - Hendes stille Sværmeri (instruktør Lau Lauritzen Sr., 1918) - En uheldig Tyveknægt (instruktør Lau Lauritzen Sr., 1918) - Hjerteknuseren (som Theobald Smit, Kalles halvfætter; instruktør Robert Dinesen, 1918) - En moderne Landevejsridder (instruktør Lau Lauritzen Sr., 1918) - Hatten med skatten (instruktør Lau Lauritzen Sr., 1918) - Mästerkatten i stövlar (instruktør John W. Brunius; 1918; Sverige) - Hvorledes jeg kom til Filmen (instruktør Robert Dinesen, 1919) - Kærlighed overvinder Alt (instruktør Alfred Kjærulf, 1919) - Krigsmillionæren (instruktør Emanuel Gregers, 1919) - Mod lyset (som Djævelen; instruktør Holger-Madsen, 1919) - Brændt a' (instruktør Lau Lauritzen Sr., 1919) - Hjertetyven (instruktør Lau Lauritzen Sr., 1919) - Mesterhypnotisøren (som Krillesen, hypnotisør; instruktør Lau Lauritzen Sr., 1919) - Byens Herkules (som baron Snabel; instruktør Lau Lauritzen Sr., 1919) - Nellys Riddere (som Sivertsen, pebersvend; instruktør Lau Lauritzen Sr., 1919) - Den store Gevinst (som Løjbjerg, filosof; instruktør Lau Lauritzen Sr., 1919) - Med og uden Kone (som Nikolaj, Thusneldas kæreste; instruktør Lau Lauritzen Sr., 1919) - Nalles Børnehave (som Peter Daudi; instruktør Lau Lauritzen Sr., 1919) - Den Sømand han maa lide (instruktør Lau Lauritzen Sr., 1919) - Skruebrækkeren (instruktør Lau Lauritzen Sr., 1919) - Har været med et Brev i Postkassen (instruktør Lau Lauritzen Sr., 1919) - Han vil til Filmen (instruktør Lau Lauritzen Sr., 1919) - Manden, der gøer (som Bønne, forbryderspire; instruktør Lau Lauritzen Sr., 1919) - Et nydeligt Trekløver (instruktør Oscar Stribolt, 1919) - Hans store Chance (instruktør Hjalmar Davidsen, 1919) - En hustru till låns (som Nicolaus Persson; instruktør Lau Lauritzen Sr., 1920; Sverige) - Væddeløberen (som Stage, kapløber; instruktør Lau Lauritzen Sr., 1920) - Gudernes Yndling (instruktør Holger-Madsen, 1920) - De keder sig paa Landet (instruktør Lau Lauritzen Sr., 1920) - Jeg elsker Dem, Tusnelda (som Brumberg; instruktør Lau Lauritzen Sr., 1920) - Den lille Don Juan (instruktør Lau Lauritzen Sr., 1920) - De Nygifte (instruktør Lau Lauritzen Sr., 1920) - Atlantas Knaldsucces (instruktør Kaj Mervild, 1920) - Den standhaftige Spillemand (instruktør Lau Lauritzen Sr., 1920) - Hun fik ham ikke (som Hans P. Langben; instruktør Lau Lauritzen Sr., 1920) - Det levende Hittegods (instruktør Lau Lauritzen Sr., 1920) - Den fattige Millionær (som Elses fætter; instruktør Lau Lauritzen Sr., 1920) - En hustru till låns (insturktør) (instruktør Lau Lauritzen Sr.; 1920; Sverige) - Vor fælles Ven (instruktør A.W. Sandberg, 1921) - Silkesstrumpan (som Alfred, Amandas kavaler; instruktør Lau Lauritzen Sr., 1921; Sverige, dansk titel Reserve-Ægtemanden) - Hans Ungdomsbrud (instruktør Lau Lauritzen Sr., 1921) - Landsvägsriddare (som Fyrtaarnet; instruktør Lau Lauritzen Sr., 1921 – Sverige, dansk titel Tyvepak) - Ungkarleliv (som Knast, pebersvend; instruktør Lau Lauritzen Sr., 1921) | - Skaf mig en Kæreste (instruktør Lau Lauritzen Sr., 1921) - Harems-Mystik (som Svane, journalist; instruktør Lau Lauritzen Sr., 1921) - Film, Flirt og Forlovelse (som Fyrtaarnet; instruktør Lau Lauritzen Sr., 1921) - Han, hun og Hamlet (som Fyrtaarnet, havemand på pigeskole; instruktør Lau Lauritzen Sr., 1922) - Landligger - Idyl - Vandgang (som Fyrtaarnet; instruktør Lau Lauritzen Sr., 1922) - Hans Kones Mand (som En frier; instruktør Lau Lauritzen Sr., 1922) - Sol, Sommer og Studiner (som Fyrtaarnet; instruktør Lau Lauritzen Sr., 1922) - Mellem muntre Musikanter (som Fyrtaarnet, lirekassemand; instruktør Lau Lauritzen Sr., 1922) - Kan Kærlighed kureres? (som Fyrtaarnet; instruktør Lau Lauritzen Sr., 1922) - Blandt Byens Børn (som Fyrtaarnet, sprællemandsfabrikant; instruktør Lau Lauritzen Sr., 1923) - Vore Venners Vinter (som Fyrtaarnet; instruktør Lau Lauritzen Sr., 1923) - Daarskab, Dyd og Driverter (som Fyrtaarnet, omrejsende fotograf; instruktør Lau Lauritzen Sr., 1923) - Professor Petersens Plejebørn (som Fyrtaarnet; instruktør Lau Lauritzen Sr., 1924) - Lille Lise Letpaataa (som Fyrtaarnet; instruktør Lau Lauritzen Sr., 1924) - Ole Opfinders Offer (som Fyrtaarnet; instruktør Lau Lauritzen Sr., 1924) - Raske Riviera Rejsende (som Fyrtaarnet; instruktør Lau Lauritzen Sr., 1924) - Polis Paulus' Påskasmäll (som Lunken; instruktør Gustav Molander, 1925; Sverige – dansk titel: Spritsmuglerne) - Grønkøbings glade Gavtyve (som Fyrtaarnet; instruktør Lau Lauritzen Sr., 1925) - Takt, Tone og Tosser (som Fyrtaarnet; instruktør Lau Lauritzen Sr., 1925) - Polis Paulus' påskasmäll (instruktør Gustaf Molander; 1925; Sverige) - Don Quixote (som Don Quixote; instruktør Lau Lauritzen Sr., 1926) - Lykkehjulet (som Fyrtaarnet; instruktør Urban Gad, 1926) - Ulvejægerne (som Fyrtaarnet, ulvejægere; instruktør Lau Lauritzen Sr., 1926) - Dødsbokseren (som Fyrtaarnet; instruktør Lau Lauritzen Sr., 1926) - Ebberöds Bank (som Tadeus, skrædderelev; instruktør Sigurd Wallén; 1926; Sverige) - Vester-Vov-Vov (som Fyrtaarnet; instruktør Lau Lauritzen Sr., 1927) - Tordenstenene (som Fyrtaarnet; instruktør Lau Lauritzen Sr., 1927) - Filmens Helte (som Fyrtaarnet; instruktør Lau Lauritzen Sr., 1928) - Kongen af Pelikanien (som Fyrtaarnet, suffløren; Valdemar Andersen, 1928) - Cocktails (som Fy, vagabond; instruktør Monty Banks, 1928; engelsk/dansk) - Kraft og Skønhed (som Fyrtaarnet; instruktør Lau Lauritzen Sr., 1928) - Højt paa en Kvist (som Fyrtaarnet; instruktør Lau Lauritzen Sr., 1929) - Hallo! Afrika forude! (som Fyrtaarnet; instruktør Lau Lauritzen Sr., 1929) - Kys, Klap og Kommers (som Fyrtaarnet, avissælger; instruktør Lau Lauritzen Sr., 1929) - Hr. Tell og Søn (som Fyrtaarnet; instruktør Lau Lauritzen Sr., 1930) - Pas paa Pigerne (som Fyrtaarnet; instruktør Lau Lauritzen Sr., 1930) - 1000 Worte deutsch (som Pat; instruktør Georg Jacoby; 1931; Tyskland – dansk titel: Taler de tysk?) - Fy og Bi i Kantonnement (som Fyrtaarnet; instruktør Lau Lauritzen Sr., 1931) - Krudt med knald (som Fyrtaarnet; instruktør Lau Lauritzen Sr., 1931) - Han, hun og Hamlet (som Fy, havemand på pigeskole; instruktør Lau Lauritzen Sr., 1932) - Med fuld musik (Fyrtaarnet; instruktør Lau Lauritzen Sr., 1933) - Zirkus Saran (som klovn; instruktør E.W. Emo; 1935) - Mädchenräuber (som Pat; instruktør Fred Sauer; 1936; Tyskland – dansk titel Kvinderøverne) - Blinde Passagiere (som Pat; instruktør Fred Sauer, 1937; Sverige) - Bleka greven (instruktør) Gösta Rodin, 1937; Sverige) - I de gode gamle dage (som Fyrtaarnet; Johan Jacobsen, 1940) - Her er vi igen (A.V. Olsen, instruktør Lau Lauritzen Sr., 1952) - Han spiller Fodbold (instruktør Lau Lauritzen Sr.) - Trolden i Æsken (instruktør Lau Lauritzen Sr.) - Reservestatisten (instruktør Lau Lauritzen Sr.) - Hans lille Dengse (instruktør Lau Lauritzen Sr.) - Skarpretterens Søn (ubekendt instruktør) - Meyer og Frue paa Lystrejse (ubekendt instruktør) - Hendes Mands Forlovede (instruktør Lau Lauritzen Sr.) - En kriminel Historie (instruktør Lau Lauritzen Sr.) - Mælkemandens Hest (instruktør Lau Lauritzen Sr.) - Kærlighed og Lotteri (instruktør Lau Lauritzen Sr.) - Da Tøffelhelten generalstrejkede (instruktør Lau Lauritzen Sr.) - Dansegalskab (instruktør Lau Lauritzen Sr.) - Den tapre Svigermor (instruktør Lau Lauritzen Sr.) |